# Kiriłł Iljaszenko
Kiriłł Fiodorowicz Iljaszenko (ros. Кирилл Фёдорович Ильяшенко; rum. Chiril Iliașenco; ur. 14 maja?/27 maja 1915 w Lipieckoje k. Podilśka, zm. 21 kwietnia 1980 w Kiszyniowie) – radziecki i mołdawski polityk, przewodniczący Prezydium Rady Najwyższej Mołdawskiej SRR w latach 1963-1980.

## Życiorys
W 1939 skończył Wydział Fizyczno-Matematyczny Uniwersytetu w Tyraspolu, od 1940 żołnierz Armii Czerwonej, walczył w II wojnie światowej na Froncie Zachodnim, Południowo-Zachodnim, 3 Froncie Ukraińskim i na Kaukazie. Od 1945 w WKP(b), 1945-1946 pracownik i kierownik działu w gazecie „Moldova Socialistă”. Od 1946 pracował w aparacie KC Komunistycznej Partii (bolszewików) Mołdawii (KP(b)M), instruktor sekcji KC, zastępca kierownika, potem kierownik Wydziału Propagandy i Agitacji KP(b)M, kierownik Wydziału Literatury i Sztuki KC (1951-1953), kierownik Wydziału Nauki, Szkół i Kultury KC Komunistycznej Partii Mołdawii (1953-1962). 1962-1963 wiceprezes Rady Ministrów Mołdawskiej SRR i przewodniczący Państwowego Komitetu Rady Ministrów ds Koordynacji Badań Naukowych. Od 3 kwietnia 1963 do 10 kwietnia 1980 przewodniczący Prezydium Rady Najwyższej Mołdawskiej SRR. Od sierpnia 1966 był równocześnie wiceprzewodniczącym Prezydium Rady Najwyższej ZSRR. 1963-1980 członek Biura KC KPM. Delegat na XXIII i XXIV Zjazd KPZR. Deputowany do Rady Najwyższej ZSRR od 7 do 10 kadencji.
W Kiszyniowie przez pewien czas jego imieniem była nazwana jedna z ulic.

## Odznaczenia
- Order Lenina (dwukrotnie)
- Order Rewolucji Październikowej
- Order Czerwonego Sztandaru Pracy (dwukrotnie)
- Order „Znak Honoru”

I medale.